# 理夏德·斯塔涅克
理夏德·斯塔涅克（波蘭語：Ryszard Staniek，1971年3月13日—），波兰男子足球运动员，司职中场。他曾代表波兰国奥队参加1992年夏季奥林匹克运动会足球比赛，获得一枚银牌。